# Owenton
La ville d’Owenton est le siège du comté d’Owen, dans l'État du Kentucky, aux États-Unis. Sa population s’élevait à 1 327 habitants lors du recensement de 2010, estimée à 1 539 habitants en 2016.

## Source
- (en) Cet article est partiellement ou en totalité issu de l’article de Wikipédia en anglais intitulé « Owenton, Kentucky » (voir la liste des auteurs).